# Stoke-sub-Hamdon
Stoke-sub-Hamdon est un village d'Angleterre situé dans le sud du comté de Somerset. Il se trouve 8 km à l'ouest de Yeovil et quelques km à l'est de la Parrett.
Le prieuré de Stoke-sub-Hamdon (en), datant du XIVe siècle, est un monument classé de Grade I, aujourd'hui propriété du National Trust.